# Linz Open
Linz Open — жіночий професійний тенісний турнір. Проводиться щорічно в Лінці (Австрія). Має статус WTA International із призовим фондом 250 тисяч доларів і турнірною сіткою, розрахованою на 32 учасниці в одиночному розряді і 16 пар.

## Загальна інформація
Турнір організовано 1987 року. У 1991 році змагання увійшло в календар WTA, поповнивши серію турнірів у залі. У 1991—1998 роках турнір проводився на початку сезону, а з 1999-го — в його заключній частині.
У 1991 році турнір отримав 5-ту категорію класифікації WTA, в 1993-му — 3-ю, в 1998-му — 2-гу. При реорганізації календаря у 2009 році рівень змагання знизився до серії WTA International.

## Фінали

### Одиночний розряд
| Рік                    | Чемпіонка                   | Фіналістка              | Рахунок                 |
| ---------------------- | --------------------------- | ----------------------- | ----------------------- |
| 1987                   | Барбара Паулюс              | Дениса Крайчовичова     | 6–2, 6–2                |
| 1988                   | Ева Швіглерова              | Маріон Маруска          | 6–3, 6–1                |
| 19901                  | Маріон Маруска              | Карін Кшвендт           | 3–6, 6–1, 6–4           |
| 19902                  | Моніка Кратохвілова         | Катаріна Бюхе           | 7–5, 6–3                |
| 1991                   | Мануела Малєєва-Франьєр     | Петра Лангрова          | 6–4, 7–6(7–1)           |
| 1992                   | Наталя Медведєва            | Паскаль Параді-Маньон   | 6–4, 6–2                |
| 1993                   | Мануела Малєєва-Франьєр (2) | Кончіта Мартінес        | 6–2, 1–0, ret.          |
| 1994                   | Сабін Аппельманс            | Майке Бабель            | 6–1, 4–6, 7–6(7–3)      |
| 1995                   | Яна Новотна                 | Барбара Ріттнер         | 6–7(6–8), 6–3, 6–4      |
| 1996                   | Сабін Аппельманс (2)        | Жулі Алар               | 6–2, 6–4                |
| 1997                   | Чанда Рубін                 | Каріна Габшудова        | 6–4, 6–2                |
| 1998                   | Яна Новотна (2)             | Домінік Монамі ван Рост | 6–1, 7–6(7–2)           |
| 1999                   | Марі П'єрс                  | Сандрін Тестю           | 7–6(7–2), 6–1           |
| 2000                   | Ліндсі Девенпорт            | Вінус Вільямс           | 6–4, 3–6, 6–2           |
| 2001                   | Ліндсі Девенпорт (2)        | Єлена Докич             | 6–4, 6–1                |
| 2002                   | Жустін Енен                 | Александра Стівенсон    | 6–3, 6–0                |
| 2003                   | Аї Сугіяма                  | Надія Петрова           | 7–5, 6–4                |
| 2004                   | Амелі Моресмо               | Олена Бовіна            | 6–2, 6–0                |
| 2005                   | Надія Петрова               | Патті Шнідер            | 4–6, 6–3, 6–1           |
| 2006                   | Марія Шарапова              | Надія Петрова           | 7–5, 6–2                |
| 2007                   | Даніела Гантухова           | Патті Шнідер            | 6–4, 6–2                |
| 2008                   | Ана Іванович                | Віра Звонарьова         | 6–2, 6–1                |
| ↓ Міжнародний турнір ↓ |                             |                         |                         |
| 2009                   | Яніна Вікмаєр               | Петра Квітова           | 6–3, 6–4                |
| 2010                   | Ана Іванович (2)            | Патті Шнідер            | 6–1, 6–2                |
| 2011                   | Петра Квітова               | Домініка Цибулькова     | 6–4, 6–1                |
| 2012                   | Вікторія Азаренко           | Юлія Ґерґес             | 6–3, 6–4                |
| 2013                   | Анджелік Кербер             | Ана Іванович            | 6–4, 7–6(8–6)           |
| 2014                   | Кароліна Плішкова           | Каміла Джорджі          | 6–7(4–7), 6–3, 7–6(7–4) |
| 2015                   | Анастасія Павлюченкова      | Анна-Лена Фрідзам       | 6–4, 6–3                |
| 2016                   | Домініка Цибулькова         | Вікторія Голубич        | 6–3, 7–5                |
| 2017                   | Барбора Стрицова            | Маґдалена Рибарікова    | 6–4, 6–1                |
| 2018                   | Каміла Джорджі              | Катерина Олександрова   | 6–3, 6–1                |
| 2019                   | Коко Гофф                   | Олена Остапенко         | 6–3, 1–6, 6–2           |
| 2020                   | Аріна Соболенко             | Елісе Мертенс           | 7–5, 6–2                |
| 2021                   | Алісон Ріск                 | Жаклін Крістіан         | 2–6, 6–2, 7–5           |
| 2022                   | Не проводився               | Не проводився           | Не проводився           |
| 2023                   | Анастасія Потапова          | Петра Мартич            | 6–3, 6–1                |
| 2024                   | Олена Остапенко             | Катерина Олександрова   | 6–2, 6–3                |
| 2025                   | Катерина Олександрова       | Даяна Ястремська        | 6–2, 3–6, 7–5           |

### Парний розряд
| Рік                    | Чемпіонки                                   | Фіналістки                               | Рахунок           |
| ---------------------- | ------------------------------------------- | ---------------------------------------- | ----------------- |
| 1987                   | Петра Генчль Ева-Марія Шюргофф              | Барбара Паулюс Петра Ріттер              | 6–4, 6–4          |
| 1988                   | Маріон Маруска Петра Ріттер                 | Крістіна Казіні Катажина Новак           | 6–3, 6–4          |
| 19901                  | Алексія Дешом Паскаль Параді                | Гана Фукаркова Дениса Крайчовичова       | 6–3, 6–2          |
| 19902                  | Регіна Хладкова Моніка Кратохвілова         | Біргіт Армінг Доріс Бауер                | 6–4, 6–4          |
| 1991                   | Мануела Малєєва-Франьєр Раффаелла Реггі     | Петра Лангрова Радка Зрубакова           | 6–4, 1–6, 6–3     |
| 1992                   | Монік Кірі Міріам Ореманс                   | Клаудія Порвік Раффаелла Реджі-Конкато   | 6–4, 6–2          |
| 1993                   | Евгенія Маніокова Лейла Месхі               | Кончіта Мартінес Джудіт Полцль Візнер    | walkover          |
| 1994                   | Евгенія Маніокова (2) Лейла Месхі (2)       | Оса Карлссон Каролін Шнайдер             | 6–2, 6–2          |
| 1995                   | Мередіт Макграт Наталі Тозья                | Іва Майолі Петра Шварц                   | 6–1, 6–2          |
| 1996                   | Манон Боллеграф Мередіт Макграт (2)         | Ренне Стаббс Гелена Сукова               | 6–4, 6–4          |
| 1997                   | Александра Фусаї Наталі Тозья (2)           | Ева Меліхарова Гелена Вілдова            | 4–6, 6–3, 6–1     |
| 1998                   | Александра Фусаї (2) Наталі Тозья (3)       | Анна Курникова Лариса Савченко-Нейланд   | 6–3, 3–6, 6–4     |
| 1999                   | Іріна Спирля Каролін Віс                    | Тіна Крижан Лариса Савченко-Нейланд      | 6–4, 6–3          |
| 2000                   | Амелі Моресмо Чанда Рубін                   | Аї Сугіяма Наталі Тозья                  | 6–4, 6–4          |
| 2001                   | Єлена Докич Надія Петрова                   | Ельс Калленс Чанда Рубін                 | 6–1, 6–4          |
| 2002                   | Єлена Докич (2) Надія Петрова (2)           | Фудзівара Ріка Аї Сугіяма                | 6–3, 6–2          |
| 2003                   | Лізел Горн Губер Аї Сугіяма                 | Маріон Бартолі Сільвія Фаріна Елія       | 6–1, 7–6(8–6)     |
| 2004                   | Жанетт Гусарова Олена Лиховцева             | Наталі Деші Патті Шнідер                 | 6–2, 7–5          |
| 2005                   | Хісела Дулко Квета Грдлічкова-Пешке         | Кончіта Мартінес Вірхінія Руано Паскуаль | 6–2, 6–3          |
| 2006                   | Ліза Реймонд Саманта Стосур                 | Коріна Мораріу Катарина Среботнік        | 6–3, 6–0          |
| 2007                   | Кара Блек Лізель Губер (2)                  | Катарина Среботнік Аї Сугіяма            | 6–2, 3–6, [10–8]  |
| 2008                   | Катарина Среботнік Аї Сугіяма (2)           | Кара Блек Лізель Губер                   | 6–4, 7–5          |
| ↓ Міжнародний турнір ↓ |                                             |                                          |                   |
| 2009                   | Анна-Лена Гренефельд Катарина Среботнік (2) | Клаудія Янс Аліція Росольська            | 6–1, 6–4          |
| 2010                   | Рената Ворачова Барбора Заглавова-Стрицова  | Квета Пешке Катарина Среботнік           | 7–5, 7–6(8–6)     |
| 2011                   | Марина Еракович Олена Весніна               | Юлія Ґерґес Анна-Лена Гренефельд         | 7–5, 6–1          |
| 2012                   | Анна-Лена Гренефельд (2) Квета Пешке (2)    | Юлія Ґерґес Барбора Заглавова-Стрицова   | 6–3, 6–4          |
| 2013                   | Кароліна Плішкова Крістина Плішкова         | Габріела Дабровскі Аліція Росольська     | 7–6(8–6), 6–4     |
| 2014                   | Ралука Олару Анна Татішвілі                 | Анніка Бек Каролін Гарсія                | 6–2, 6–1          |
| 2015                   | Ракель Копс-Джонс Абігейл Спірс             | Андреа Главачкова Луціє Градецька        | 6–3, 7–5          |
| 2016                   | Кікі Бертенс Юганна Ларссон                 | Анна-Лена Гренефельд Квета Пешке         | 4–6, 6–2, [10–7]  |
| 2017                   | Кікі Бертенс (2) Юганна Ларссон (2)         | Натела Дзаламідзе Ксенія Кнолль          | 3–6, 6–3, [10–4]  |
| 2018                   | Кірстен Фліпкенс Юганна Ларссон (3)         | Ракел Атаво Анна-Лена Гренефельд         | 4–6, 6–4, [10–5]  |
| 2019                   | Барбора Крейчикова Катержина Сінякова       | Барбара Гас Ксенія Кнолль                | 6–4, 6–3          |
| 2020                   | Аранча Рус Тамара Зіданшек                  | Луціє Градецька Катержина Сінякова       | 6–3, 6–4          |
| 2021                   | Натела Дзаламідзе Камілла Рахімова          | Ван Сіньюй Чжен Сайсай                   | 6–4, 6–2          |
| 2022                   | Не проводився                               | Не проводився                            | Не проводився     |
| 2023                   | Натела Дзаламідзе (2) Вікторія Грунчакова   | Анна-Лена Фрідзам Надія Кіченок          | 4–6, 7–5, [12–10] |
| 2024                   | Сара Еррані Жасмін Паоліні                  | Ніколь Меліхар Еллен Перес               | 7–5, 4–6, [10–7]  |
| 2025                   | Тімеа Бабош Луїза Стефані                   | Людмила Кіченок Надія Кіченок            | 3–6, 7–5, [10–4]  |